# Alsace-Moselle
Pour les articles homonymes, voir Alsace (homonymie) et Moselle.
Ne doit pas être confondu avec Alsace-Lorraine.
L'appellation Alsace-Moselle désigne, en France, la collectivité européenne d'Alsace et le département de la Moselle (Eurodépartement), territoires géographiques et administratifs historiquement en grande partie bilingues, situés le long de la frontière franco-allemande, et qui ont la particularité de disposer d’un droit local spécifique. Cette entité correspond à l'ancien territoire impérial d'Alsace-Lorraine (Reichsland Elsaß-Lothringen), cédé par la France à l'Empire allemand en 1871, en application du traité de Francfort, puis redevenu juridiquement français après la Première Guerre mondiale au Traité de Versailles. L'Alsace et la Moselle furent annexées par le Troisième Reich allemand en 1940, lors de la Seconde Guerre mondiale, mais amalgamées à des entités territoriales différentes, avant d'être réintégrées à la France à la Libération.
Les collectivités départementales du Bas-Rhin et du Haut-Rhin ont fusionné au sein de la collectivité européenne d'Alsace le 1er janvier 2021. En revanche, il n'existe aucune collectivité ni circonscription administrative française regroupant l'Alsace et le département de la Moselle. Même si les deux entités font partie de la région Grand Est, l'Alsace-Moselle n'a pas d'existence institutionnelle propre. L'expression est principalement utilisée dans un contexte historique, culturel, géographique ou juridique, notamment pour faire référence au droit local qui s'applique dans ces territoires.

## Contexte historique
L'Alsace et la Lorraine sont deux régions d'Europe qui ont fait partie du Saint-Empire romain germanique du Xe au XVIIIe siècle. Le Saint-Empire, fortement ébranlé par les guerres de religion des XVIe et XVIIe siècles, est alors entré dans un long processus de démembrement. Les divers territoires, villes libres, comtés, principautés, évêchés ou duchés, qui composaient jadis Alsace et Lorraine, ont été peu à peu rattachés au royaume de France, entre le XVIe et la fin du XVIIIe siècle, notamment après la guerre de Trente Ans et les annexions des enclaves étrangères décrétées par la Convention en 1793.
Les campagnes destructrices menées en Rhénanie par les armées de Louis XIV et les ravages des guerres napoléoniennes dans les pays et provinces germanophones d'Europe y ont laissé des plaies. La fin du Saint Empire romain germanique en 1806 y est vécue comme une ultime humiliation. Le pangermanisme, en tant que volonté de reconstituer l'ancienne unité impériale perdue, s'est progressivement constitué. Cet esprit de revanche participe, entre autres motifs, à la guerre franco-allemande de 1870. À la suite de la défaite française, le deuxième Empire allemand est proclamé le 18 janvier 1871 dans la galerie des glaces du palais de Versailles. La revendication territoriale des Allemands se fonde alors sur les particularités linguistiques et culturelles germanophones d'une partie des populations lorraines et alsaciennes et à leur ancienne appartenance au Saint-Empire.
L'Alsace et le quart nord-est de la Lorraine sont revendiqués par le nouvel empire. La cession est validée par un vote du parlement français (546 voix pour la cession, 107 contre) puis ratifiée lors du traité de Francfort de 1871.
Le terme employé couramment en France dès 1871, pour garder en mémoire ces « territoires perdus », était « Alsace-Lorraine », correspondant à l'appellation allemande « Elsaß-Lothringen » désignant le Reichsland Elsaß-Lothringen.

Redécoupage des frontières départementales consécutives à la cession à l'Allemagne de 1871.

Le Reichsland Elsaß-Lothringen correspondait aux départements actuels du Haut-Rhin, du Bas-Rhin et de la Moselle. Des anciens départements français créés en 1790, le nouveau Reichsland intégrait les éléments suivants :
- la totalité du Bas-Rhin, plus les cantons de Schirmeck et de Saales appartenant encore en 1870 au département des Vosges ;
- le Haut-Rhin moins l'arrondissement de Belfort ;
- la Moselle, moins l'arrondissement de Briey qui inclut Longwy ;
- les arrondissements de Château-Salins et de Sarrebourg, dépendant jusqu'alors du département de la Meurthe.

La cession concernait donc seulement un quart de la Lorraine — trois quarts de l'ancien département Moselle, un quart de l'ancien département de la Meurthe et trois cantons de l'ancien département des Vosges — Mais elle comprend la plus grande partie de l'Alsace ; seul l'arrondissement de Belfort n'est pas concerné.
Du côté français, l'arrondissement de Belfort fut séparé du Haut-Rhin et demeura français. Ce n'est qu'en 1922 qu'il devient un véritable département sous le nom de Territoire de Belfort.
Le département de Meurthe-et-Moselle fut formé par la fusion des parties restées françaises des anciens départements de la Meurthe et de la Moselle, lui donnant la forme atypique qu’il a encore au XXIe siècle. Les physionomies et organisations actuelles des départements du Territoire de Belfort, des Vosges et de Meurthe-et-Moselle, ont été fortement influencés par les restructurations territoriales de l'époque.
Pour éviter la confusion avec le reste de la Lorraine (Meurthe-et-Moselle, Meuse et Vosges) les textes administratifs français contemporains, surtout quand il s'agit du droit spécifique hérité de la période allemande de 1871 à 1918, parlent de l'« Alsace-Moselle ». Jusqu'à la fin de la Première Guerre mondiale, on parlait d'« Alsace-Lorraine », mais en 1920, une directive interdit l'usage de ce terme pour désigner les trois départements : le terme « Alsace-Moselle » s'impose alors. La limite actuelle entre les trois départements d'Alsace-Moselle et les départements environnants correspond toujours à la frontière franco-allemande telle que délimitée en 1871.

## De 1871 à 1919

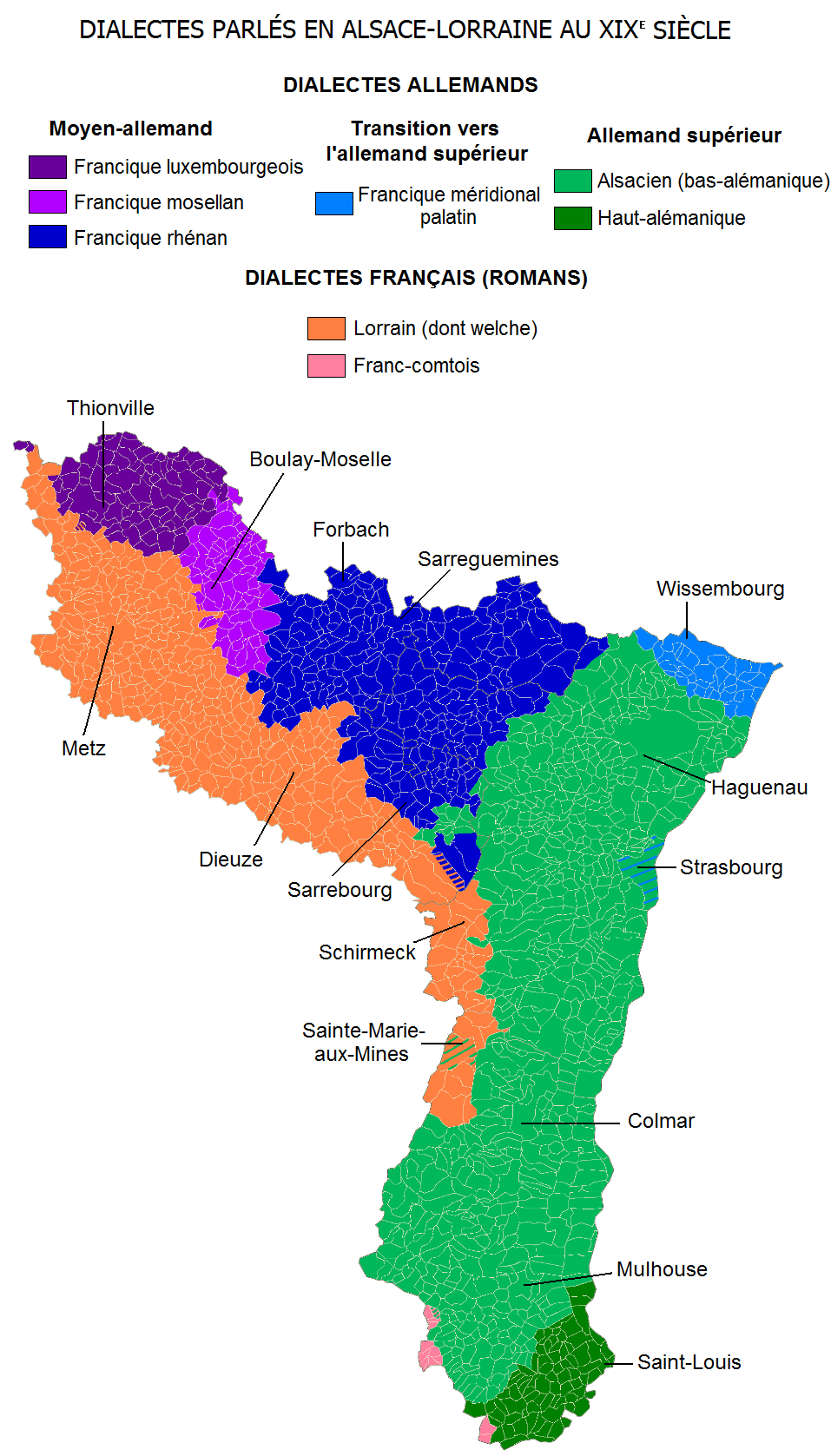
Répartition des dialectes parlés en Alsace-Moselle au XIXe siècle.

Le nouveau pouvoir impérial allemand répartit les territoires annexés en trois districts administratifs appelés "Bezirke" : Bezirk Unterelsass (district de Basse Alsace), Bezirk Oberelsass (district de Haute-Alsace), Bezirk Lothringen (district de Lorraine).
Pour la première annexion, « de droit », à l'Empire allemand, on peut relever schématiquement les périodes suivantes :
- Une première période, des vingt premières années, voit une adaptation progressive, parfois laborieuse des populations, dans une coexistence juridique complexe entre lois françaises et allemandes et un contexte d'opposition politique forte à l'intégration dans l'Empire, par la voix des députés protestataires.
- À partir des années 1890, deux phénomènes importants permettent un certain apaisement : d'une part la montée en puissance des nouvelles lois de protection sociale, en avance sur le monde entier[1] à la suite de la politique de « Socialisme d'État » du chancelier Otto von Bismarck, d'autre part une campagne sans précédent de construction de bâtiments publics et d'infrastructures, qui marque encore au XXIe siècle les villes, les communes et les paysages d'Alsace-Moselle.
- À partir des années 1910, la venue aux responsabilités des jeunes générations nées dans le Reichsland, ainsi que d'une nouvelle constitution sur mesure en 1911, apporte une plus grande autonomie ainsi qu'une culture populaire de la décentralisation politique et du fédéralisme.
- En 1912, après les travaux sur la nouvelle constitution, les élus du Reichsland adoptent un drapeau qui le représente, à l'instar des autres provinces de l'Empire allemand. Après de longues discussions, un vote à l'unanimité du Landtag intronise le drapeau alsacien Rot un Wiss  frappé d'une croix de Lorraine. Ce vote crispe l'Empereur Guillaume II qui ne ratifiera pas cette décision.

Drapeau adopté par le Landtag d'Alsace-Lorraine en 1912.

- À la veille de la Première Guerre mondiale, le Reichsland d'Alsace-Lorraine, sans qu'on puisse l'estimer intégré au même titre que les anciens länder allemands, participe de manière importante à la vie économique, politique, sociale et culturelle de l'Empire.
- Lorsque la guerre éclate en 1914, les terres du Reichsland font partie de l'Empire allemand depuis quarante-quatre années. La grande majorité des jeunes hommes sert dans l'armée impériale, sur les fronts Est et Ouest. Face à cette province allemande frontalière, qui a connu une longue période française, où existe un mécontentement populaire concernant la guerre, l'empereur décide de suspendre les libertés et instaure un contrôle militaire qui durera tout le conflit. Ce n'est que quelque temps avant la défaite allemande que Guillaume II reconnaîtra son erreur, et devant le sang versé pour l'Empire par les soldats du Reichsland, proposera sa pleine et entière intégration dans l'Empire.

## De 1919 à 1939
L'Alsace-Moselle a été réintégrée à la France à la suite de la défaite allemande de la Première Guerre mondiale. D'abord lors d'une période d'« occupation » militaire, selon les termes de l'armistice (11 novembre 1918), puis juridiquement le 28 juin 1919, lors du traité de Versailles. Le retour officiel à la France en 1919 correspond au début de la période de l'entre-deux guerres.
Après le refus du référendum d'autodétermination promis pour le Reichsland par le président Wilson, débute une campagne d'expulsion des personnes originaires d'autres parties de l'Allemagne, ainsi que des Alsaciens-Lorrains s'étant, du point de vue français, « compromis » avec les autorités allemandes. Les commissions d'épuration organisées par le nouvel État voient le jour. Elles répartissent la population en quatre catégories, des personnes pouvant prouver leur ascendante alsacienne ou lorraine jusqu'aux Allemands venus s'installer dans le Reichsland, en passant par les situations intermédiaires, notamment les époux ou enfants de mariage « mixtes ». Les chiffres des expulsions de ces populations sont encore controversés, la fourchette oscille entre un minimum de 30 000 personnes et un maximum de 120 000. Il s'agit là d'une exception notable dans le droit français, puisque au droit du sol est substitué le droit du sang.
Les limites de l'Alsace-Moselle n'ont pas été modifiées par le traité de Versailles, car le territoire fonctionnait sous l'égide d'un droit sensiblement différent au reste de la France et bénéficiait d'une législation sociale perçue comme avantageuse par la population. Mais aussi du fait que certaines lois fondamentales de la République française (loi de séparation des Églises et de l'État, etc.), qui ont été votées dans la « France de l'intérieur » pendant la période allemande, n'y ont pas cours.
La France conserve telles quelles les délimitations géographiques des trois anciens Bezirke du Reichsland, et les transforme en nouveaux départements français. À l'ex Bezirk Unterelsass est attribué l'ancien terme de département du Bas-Rhin, à l'ex Bezirk Oberelsass est attribué l'ancien terme de département du Haut-Rhin, à l'ex Bezirk Lothringen est attribué l'ancien terme de département de la Moselle. Les trois nouveaux départements, s'ils ne sont pas unis dans une collectivité territoriale ad hoc, constituent cependant un territoire spécifique de fait ; ils sont notamment réunis dans la première grande tentative de régionalisation en France, les groupements d'intérêts régionaux Étienne Clémentel, qui figurent les ancêtres des régions françaises.
Dans ce contexte complexe, la volonté de l’État français d'imposer intégralement le droit national en Alsace-Moselle va susciter une forte mouvance autonomiste. En 1923-1924, le risque sécessionniste est évident. Le député mosellan Robert Schuman sera, entre autres, l'artisan de l'apaisement grâce à un compromis (le droit local) dont l'essentiel subsiste encore au XXIe siècle.
Les élus d'Alsace-Moselle n'entendaient pas admettre qu'un rattachement à la France fasse perdre à leur population les avantages acquis sous l'Empire allemand (sécurité sociale, retraites, jours fériés, régime spécifique des cultes, etc.). Ils auraient été en droit de poser la question de leur rattachement ou de leur droit à disposer d'eux-mêmes devant la Société des Nations, qui aurait organisé un référendum. Georges Clemenceau, après les immenses pertes humaines côté français dans l'espoir de ce rattachement, préféra éviter ce risque.
Droit local en Alsace et en Moselle : dans les trois départements, il est initié à partir de 1919 à partir des lois locales antérieures, françaises et allemandes confondues. Son contenu est précisé par le parlement en 1924, après une longue controverse entre partisans et opposants. Il concerne globalement trois domaines de la vie socio-économique et culturelle :
- En matière économique et administrative : statut particulier de l'artisanat et de l'apprentissage, chambres de commerce avec règlements spécifiques, disposition particulières pour le notariat, Livre foncier, structuration et gestion spécifique de la forêt publique, droit communal alsacien-mosellan, réglementation de la chasse, dispositions sur le repos dominical, règles pour les bouilleurs de cru, etc ;
- En matière de santé et d'action sociale : un régime d'assurance maladie particulier pour les agents du secteur privé, le régime local d'assurance-maladie d'Alsace et de Moselle[5] (RLAM aujourd'hui), une caisse de retraite spécifique pour le privé (CARSAT Alsace-Moselle depuis 2012), un droit associatif particulier aux possibilités étendues ;
- En matière religieuse : un régime spécifique des cultes est juridiquement en vigueur, même si la loi sur la laïcité de 1905 est le plus souvent dans les esprits et la pratique.

Par ailleurs, les trois départements bénéficient de deux jours fériés supplémentaires (Vendredi saint et Saint-Étienne, lendemain de Noël), par rapport au reste de la France. De même, en Alsace-Moselle, les trains circulent à droite comme en Allemagne, alors que dans le reste de la France, ils circulent à gauche. Le système bancaire est structuré différemment, avec une domination des guichets locaux mutualistes, issus du système bancaire de solidarité rurale inventé par Friedrich Wilhelm Raiffeisen. Séparé des branches allemandes, ce réseau a donné naissance, en Alsace-Moselle, au Crédit mutuel, qui s'est développé par la suite en banque nationale française, puis internationale. Enfin, des particularités juridico-commerciales aujourd'hui disparues, comme le régime particulier du vinaigre Melfor, ont longtemps figuré parmi les spécificités de l'Alsace-Moselle.
Après ces années de guerre au coût humain exorbitant, le retour à un état d'esprit consensuel explique aussi la spécificité des monuments aux morts d'Alsace-Moselle, qui ne portent souvent que l'inscription lapidaire « À nos morts » et ne représentent jamais de poilus. Il était difficile de rendre hommage aux combattants morts pour la France dans des départements dont plus de 380 000 soldats avaient combattu en tant que citoyens allemands, sous l'uniforme allemand. La quasi-totalité d'entre eux n'avait jamais vécu sous un régime français. Aux yeux de la France, un voile pudique devait recouvrir le sacrifice de ces combattants ; 50 000 d'entre eux étaient tombés pour un drapeau et une patrie qui, au lendemain de l'armistice de 1918, n’étaient plus les leurs.

## 1939-1945
Le 1er septembre 1939, le gouvernement français ordonne l'évacuation de 375 000 Alsaciens et 210 000 Mosellans. L'opération nommée « Exécutez Pas-de-Calais » avait été planifiée dès 1935. Quelque 179 trains emmènent les réfugiés vers la Dordogne, l’Indre, la Haute-Vienne, le Limousin et le Périgord.
Lors de la Seconde Guerre mondiale, les départements de la Moselle, du Bas-Rhin et du Haut-Rhin sont annexés « de fait » (sans traité entre les nations concernées) par le Troisième Reich, entre 1940 et 1945. Mais le système nazi a pris la précaution de séparer administrativement l'Alsace et la Moselle, connaissant le rejet de l'annexion et le peu de fiabilité des populations envers un régime très impopulaire. Afin de mieux contrôler ces deux entités, l'Alsace a été rattachée au pays de Bade, pour former le Gau Baden-Elsass, tandis que la Moselle a été rattachée à la Sarre et au Palatinat pour former le Gau Westmark. Les jeunes hommes ont dans un premier temps été encouragés à s'engager volontairement dans les armées nazies. Devant le peu de succès de cette politique, les Gauleiter concernés décidèrent à l'été 1942 le service militaire obligatoire pour ces populations. Environ 103 000 Alsaciens et 31 000 Mosellans furent incorporés de force dans les armées du 3e Reich, devenant ainsi les « Malgré-nous » d'Alsace et de Moselle. Environ 30 % furent tués ou portés disparus ; il y eut 30 000 blessés et 10 000 invalides. Dans le même temps, environ 15 000 « malgré-elles » furent enrôlées dans des formations paramilitaires, la défense anti-aérienne, voire parfois la Wehrmacht.

## Après 1945
Après la Seconde Guerre mondiale et le retour effectif à la France, le département de la Moselle garde un temps des liens administratifs avec les départements alsaciens ; la Moselle fait par exemple partie de l'académie de Strasbourg jusqu'en 1972. Néanmoins, dans la perspective d'une future régionalisation, l’État français, contrairement aux limites envisagées par les « régions Clémentel », fait le choix de séparer Moselle et Alsace. Le département mosellan est intégré à la « région de programme de Lorraine » en 1956, le Bas-Rhin et le Haut-Rhin sont quant à eux intégrés dans la « région de programme d'Alsace » la même année. Ces régions dites « de programme » deviennent des circonscriptions d'action régionale en 1960 puis des régions administratives en 1964. À partir de cette dernière date, le préfet de la Moselle administre la Lorraine et celui du Bas-Rhin administre l'Alsace.
En 1982, la loi de décentralisation accorde aux régions françaises, jusque-là fort peu actives, le statut de collectivité territoriale, avec un transfert de compétences de l’État vers des assemblées élues localement. Le Bas-Rhin et le Haut-Rhin constituent alors celle d'Alsace tandis que la Moselle, la Meurthe-et-Moselle, la Meuse et les Vosges constituent celle de Lorraine.
En 2005, le Mémorial d'Alsace-Moselle ouvre ses portes à Schirmeck, inauguré par le président de la république Jacques Chirac. Il figure, pour les trois départements, un lieu de mémoire sur les souffrances et les vicissitudes de l'histoire. En 2015, sous l'égide du Parlement Européen, le mémorial d'Alsace-Moselle évolue et se consacre également à l'histoire de la construction européenne ; il met ainsi en évidence une nouvelle symbolique, celle d'une résilience européenne si bien incarnée par ces deux territoires, longtemps déchirés entre deux nations et porteurs de deux cultures.
En 2015 est votée la Nouvelle Organisation Territoriale de la République, (loi NOTRe) : les trois départements d'Alsace-Moselle sont inclus dans la nouvelle région administrative Grand Est depuis le 1er janvier 2016 aux côtés des trois autres départements lorrains et des quatre départements de Champagne-Ardenne.
Depuis janvier 2018, une association « Alsace+Moselle » œuvre au rapprochement entre les trois départements ; elle s'engage en matière de défense et de promotion du bilinguisme et du Droit Local communs, pour la sauvegarde de ce dernier par une constitutionnalisation qui lui permette d'évoluer en tenant compte des souhaits de la population. Elle s'engage aussi pour une reconnaissance de la spécificité d'un espace rhénan de France, de ses particularités culturelles, linguistiques, juridiques et historiques, et milite pour que les trois départements puissent conduire des expériences innovantes en matière de relations transfrontalières de proximité.
En 2019 est signé le traité d'Aix-la-Chapelle sur la coopération et l'intégration franco-allemande. Il fait entrer les deux pays dans les perspectives d'une coopération du futur, avec ses engagements communs en matière de défense, d'écologie, de coopération culturelle approfondie. Le traité comporte un volet transfrontalier (chapitre 4) qui prône l'ouverture de nouvelles expérimentations dans la coopération frontalière de proximité pour l'Alsace et la Moselle, qui ensemble recouvrent l'intégralité de la frontière franco-allemande.
Le 1er janvier 2021, le Bas-Rhin et le Haut-Rhin sont regroupés au sein d'une nouvelle collectivité territoriale appelée collectivité européenne d'Alsace. Celle-ci dispose des compétences des départements mais aussi de compétences particulières, notamment en matière de coopération transfrontalière, de bilinguisme, de transports et d'organismes professionnels. La Moselle relevant des mêmes particularités, le président du conseil départemental de la Moselle indiquait dès 2019 : « Ce que l’Alsace obtiendra, la Moselle le demandera » ; un vote solennel aboutit à la formulation d'une demande de différenciation territoriale. Ce baptême de l'« Eurodépartement Moselle » ouvre la voie à l'obtention, à terme, des mêmes compétences élargies que l'Alsace,,.